# Marco Antonio Sánchez
Marco Antonio Sánchez Tovar (Ciudad Victoria, Tamaulipas, 13 de junio de 1971) es un exfutbolista mexicano: jugaba en la demarcación de centrocampista y su primer equipo fue Correcaminos de la UAT.

## Trayectoria
Empezó jugando en tercera división hasta que subiió al primer equipo de Correcaminos de la UAT, donde debutó en primera división mexicana en la victoria de su equipo sobre Leones Negros de la Universidad de Guadalajara de 2-0, jugando como titular 57 minutos en ese encuentro.
Permaneció con el club por muchos años incluyendo el descenso que se sufrió en 1994-95 jugando por 7 años su nivel fue reconocido para ser contratado por el Club Necaxa siendo campeón en el torneo en el que fue fichado.
Se retiró con el club que lo viera desarrollarse como futbolista, el Correcaminos de la UAT, en 2005.

### Clubes
| Club                     | País                | Año         | Partidos | Goles | Media |
| ------------------------ | ------------------- | ----------- | -------- | ----- | ----- |
| Correcaminos de la UAT   | México              | 1990 - 1991 | 6        | 0     | 0     |
| Tampico Madero (Cedido)  | México              | 1991 - 1992 | 33       | 5     | 0.15  |
| Correcaminos de la UAT   | México              | 1992 - 1998 | 128      | 9     | 0.07  |
| Club Necaxa              | México              | 1998 - 1999 | 12       | 0     | 0     |
| Real Cuautitlán          | México              | 1999 - 2001 | 45       | 3     | 0.07  |
| Gallos de Aguascalientes | México              | 2001 - 2002 | 22       | 1     | 0.05  |
| Oaxaca                   | México              | 2003        | 4        | 0     | 0     |
| Correcaminos de la UAT   | México              | 2003 - 2005 | 56       | 5     | 0.09  |
| Total en su carrera      | Total en su carrera | 1990 - 2005 | 306      | 23    | 0.08  |

## Palmarés

### Campeonatos nacionales
| Título          | Club   | País   | Año  |
| --------------- | ------ | ------ | ---- |
| Torneo Invierno | Necaxa | México | 1998 |